# 新烏尼昂 (米納斯吉拉斯州)

新烏尼昂（葡萄牙語：Nova União）是巴西的城鎮，位於該國東南部，由米納斯吉拉斯州負責管轄，始建於1962年12月30日，面積171平方公里，海拔高度937米，2010年人口5,554，人口密度每平方公里32.39人。